# 쉬프만 매트리스 컴퍼니
쉬프만 매트리스(Shifman Mattress Company)는 미국의 매트리스 브랜드이다. 쉬프만이라는 브랜드명은 Abraham과 Samuel Shifman 두형제가 처음 미국 뉴저지주의 뉴어크에서 시작되었다.

## 역사
Shifman & Bro. 매트리스 회사는 미국 뉴저지에서 아브라함과 사무엘 쉬프만 형제에 의해 침구 전문 제조회사를 설립하였다. 1916년 사무엘 쉬프만의 아들 Milton, Simon, Arther이 회사에 합류한 후, Shifman Bros., Inc로 변경되었다. 1918년 회사는 뉴저지 뉴어크, One Mott Street로 이전하였으며, 지금까지 회사의 위치가 유지되고 있다.
20세기동안 Shifman은 업계의 변화에 느리게 적응하였다. 소비자들은 더 단단한 침구와 더욱 세련된 커버 및 브랜드 인지도를 원했다. 1985년 회사는 사무엘 쉬프만의 손자 Robert와 Burton으로부터 Mike Hammer가 인수하였으며, 인수 당시 회사의 상황은 심각하게 악화되어 있었다. 향후, 몇 년 동안 Mike Hammer는 회사명을 Shifman Mattress Company로 변경하였으며 제조 절차의 체질 개선을 진행한다. 1994년 Mike Hammer의 막내아들 Bill이 합류하였다. 이후, Bill은 현 쉬프만의 대표가 되었다. 2008년에는 회사의 제조 능력을 향상 및 매트리스에 대한 수요 증가를 충족시키기 위해 시설을 40% 확장하였다.

## 제품
Shifman Mattresses는 수공예 터프트 기술, 8방향 손으로 묶은 박스 스프링 및 천연 면화와 같은 친환경 소재로 양면매트리스를 제조하는 것이 특징이다. 수제로 제작되는 Shifman 매트리스는 제작하는데 평균 7시간에서 12시간 30분정도가 소요된다. 이는 오랜 기간 동안 숙달된 약 70여명의 장인들의 손으로 이루어진다. 박스 스프링은 캐나다에서 지속적으로 관리되는 산림의 스프러스 목재와 모래시계 모양의 강철 코일로 제작된 후, 프레임과 결합된다. 코일은 Shifman의 8방향 손으로 묶는 시스템이 적용되며 이탈리아 방식으로 줄을 꼬는 방식으로 진행된다. 또한, 목화솜과 스프링 그리고 가죽 끈으로 20세기부터 내려온 전통 방식으로 수공예 터프트 기술 공정으로 결합된다. 큰바늘을 사용하여 매트리스 상단부터 시작하여 하단까지 모든 매트리스의 장식품과 내장재, 스프링을 단단히 고정시켜주며, 마지막으로 Shifman의 독점 기술인 Sanotuft®공법으로 단추 없이 부드러운 커버가 만들어진다. Shifman 매트리스는 매트리스의 수명을 연장하고 편안함을 높이기 위해 양면매트리스를 유지하고 있으며,
양면 디자인은 부드러운 느낌의 유지 및 매트리스 처짐을 방지한다.